# Zouvalka

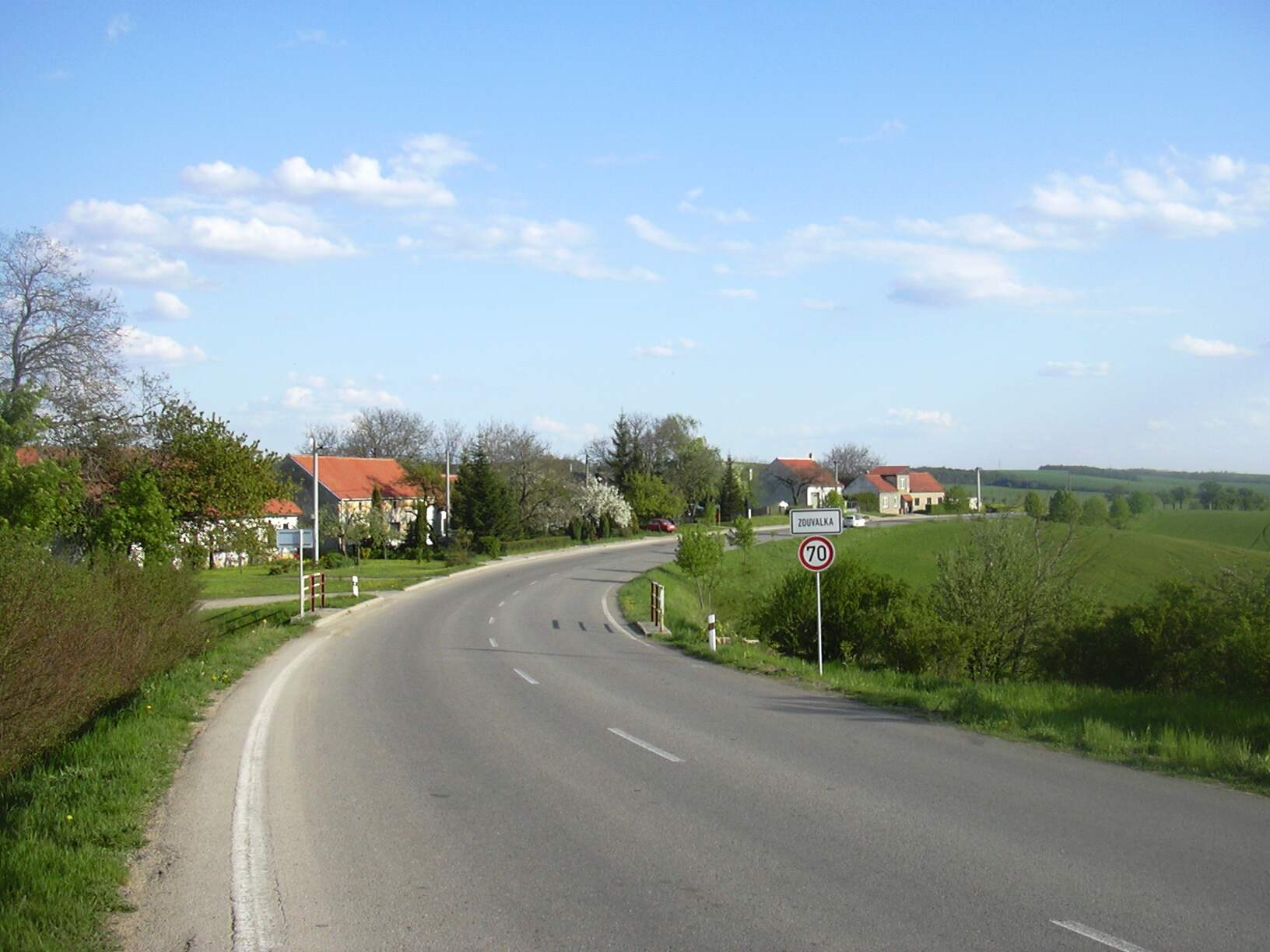
Ortsansicht

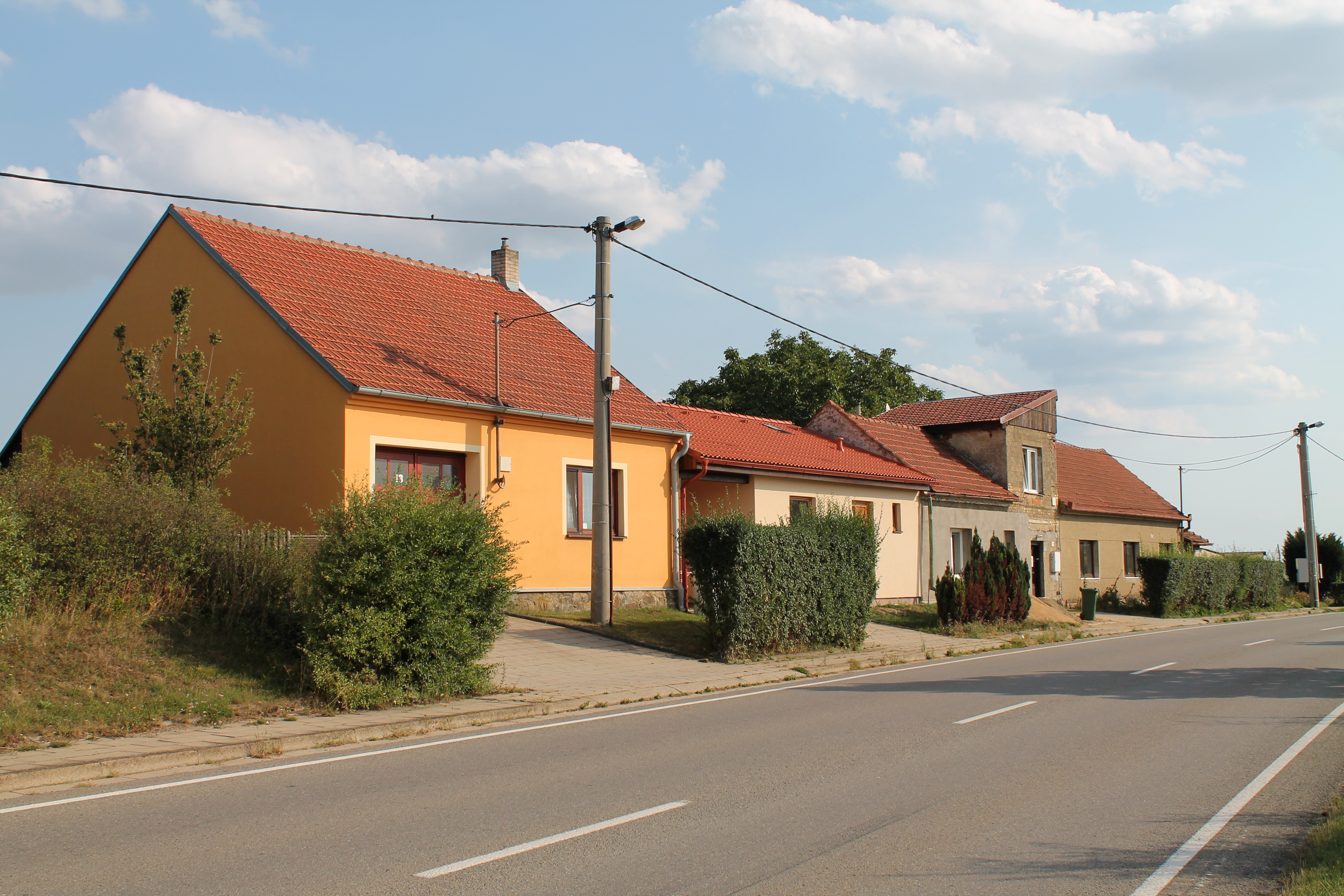
Einige Häuser von Zouvalka

Zouvalka (deutsch Zowalka) ist ein Ortsteil von Prusy-Boškůvky in Tschechien. Er liegt vier Kilometer südöstlich des Stadtzentrums von Vyškov und gehört zum Okres Vyškov.

## Geographie
Zouvalka befindet sich am nordwestlichen Fuße der Litenčické vrchy. Der Weiler liegt an der Staatsstraße II/431 zwischen Vyškov und Bučovice, zweieinhalb Kilometer nördlich verläuft die Autobahn D 1. Im Norden erheben sich die Zadní Padělky (342 m. n.m.), nordwestlich die Kopaniny (356 m. n.m.). Am nordwestlichen Ortsrand liegt das Naturreservat Zouvalka.
Nachbarorte sind Brňany, Křečkovice, Marchanice und Topolany im Norden, Trpinka und Rybníček im Nordosten, Moravské Prusy und Vážany im Osten, Žešov und Pavlovice im Südosten, Manerov und Kučerov im Süden, Terešov und Rostěnice im Südwesten, Nemojany, Luleč und U Silnice im Westen sowie Nouzka im Nordwesten.

## Geschichte
Die erste urkundliche Erwähnung des Dorfes Tlustomasty erfolgte 1335. Im Jahre 1407 erwarb der dem Vladikengeschlecht Maynusch entstammende Vznata von Mlékovice, Mejlice und Prusy das Dorf und schlug es seinem Gut Prusy zu. Die Familie Maynusch von Prus hielt den Besitz bis zum Beginn des 16. Jahrhunderts. Znata von Meilicz auf Prusy veräußerte die Feste Prusy mit den zugehörigen Dörfern, darunter auch Tlustomasty, im Jahre 1506 an Heřman von Zástřizl. Als dieser das Gut Prusy 1510 an Johann Kobilka von Opatow verkaufte, wurde Tlustomasty als ödes Dorf bezeichnet.
Im Jahre 1631 erwarb Leo Wilhelm von Kaunitz das Gut Moravské Prusy und verband es mit seiner Herrschaft Austerlitz. Sein Sohn Dominik Andreas I. von Kaunitz errichtete 1704 einen Familienfideikommiss.
Zu Beginn des 19. Jahrhunderts wurde die Wüstung neu besiedelt. Die Franziszeische Landesaufnahme zeigt eine kleine Kolonie, die mit Tlustomaczek bzw. Zowalka bezeichnet wird. Auch in der Katastralkarte von Mährisch Pruß aus dem Jahre 1826 ist die neue Kolonie Tlustomazek eingetragen. In der Beschreibung des Brünner Kreises von 1836 wird die Kolonie beim Gut Mährisch Pruß dagegen nicht erwähnt. Bis zur Mitte des 19. Jahrhunderts blieb Tlustomaczek der Fideikommissherrschaft Austerlitz untertänig.
Nach der Aufhebung der Patrimonialherrschaften bildete Tlustomázek ab 1850 einen Ortsteil der Gemeinde Moravské Prusy im Gerichtsbezirk Wischau. Ab 1869 gehörte Tlustomázek zum Bezirk Wischau. Seit den 1870er Jahren wurde die Kolonie als Tlustomazek bzw. Zoufalka bezeichnet, zum Ende des 19. Jahrhunderts änderte sich der Name in Tlustomacek bzw. Zouvalka. Im Jahre 1893 bestand Tlustomacek aus sieben Häusern. Seit Beginn des 20. Jahrhunderts wurde die Kolonie nur noch als Wohnplatz von Moravské Prusy angesehen. Nach dem Ersten Weltkrieg zerfiel der Vielvölkerstaat Österreich-Ungarn, die Kolonie wurde 1918 Teil der neu gebildeten Tschechoslowakischen Republik. In dieser Zeit wurde Zouvalka zum amtlichen Namen. Beim Zensus von 1921 ist Zouvalka als Chaluppengruppe von Moravské Prusy aufgeführt. Von 1939 bis 1945 gehörte Zouvalka / Zowalka zum Protektorat Böhmen und Mähren. 1960 wurde Zouvalka von Moravské Prusy abgetrennt und als Ortsteil nach Vyškov umgemeindet, blieb jedoch Teil des Katastralbezirkes Moravské Prusy. Die Exklave Zouvalka lag abseits des übrigen Stadtgebietes, umgeben von den Gemeinden Hlubočany und Moravské Prusy, später Prusy-Boškůvky. Im Jahre 1961 hatte Zouvalka 27 Einwohner; 1970 bestand der Ort aus neun Häusern mit 29 Einwohnern. Beim Zensus von 2001 lebten in den acht Häusern von Zouvalka 16 Personen. Nachdem die Stadt Vyškov 2013 das Innenministerium um eine Bereinigung der „territorialen Anomalie“ in Zouvalka gebeten hatte, sah dieses dafür keine rechtliche Handhabe. Auf der Grundlage des im Juli 2016 in Kraft getretenen neuen Gemeindegesetzes wurde Zouvalka zum 1. Januar 2017 aus der Stadt Vyškov ausgegliedert und der Gemeinde Prusy-Boškůvky als Ortsteil zugeordnet.

## Ortsgliederung
Der Ortsteil Zouvalka ist Teil des Katastralbezirkes Moravské Prusy.

## Sehenswürdigkeiten
- Naturreservat Zouvalka, das am Südosthang der Kopaniny gelegene Areal mit erhaltenen Resten von Steppenvegetation vom Typ Kratzdistel-Zweckenrasen wurde 2002 auf einer Fläche von 3,37 ha unter Schutz gestellt.